# Andrej Borisenko
Andrej Ivanovič Borisenko (in russo Андрей Иванович Борисенко?; Leningrado, 17 aprile 1964) è un cosmonauta russo.
Ha partecipato a due missioni di lunga durata a bordo della ISS per le Expedition 27/28 e Expedition 49/50, di cui una come comandante della Stazione.

## Formazione
Nel 1987 si è laureato in ingegneria meccanica con specializzazione in Dinamiche e controllo di volo presso la Baltic State Technical University.
Dopo la laurea ha preso servizio come ingegnere della Marina militare sovietica. Dal 1989 ha iniziato a lavorare nella società RKK Ėnergija come specialista del sistema di controllo della stazione spaziale Mir mentre dal 1999 come direttore di volo della Mir e poi della Stazione spaziale internazionale al Centro di controllo missione a Mosca (MCC-M) fino al 2003.

## Carriera di cosmonauta

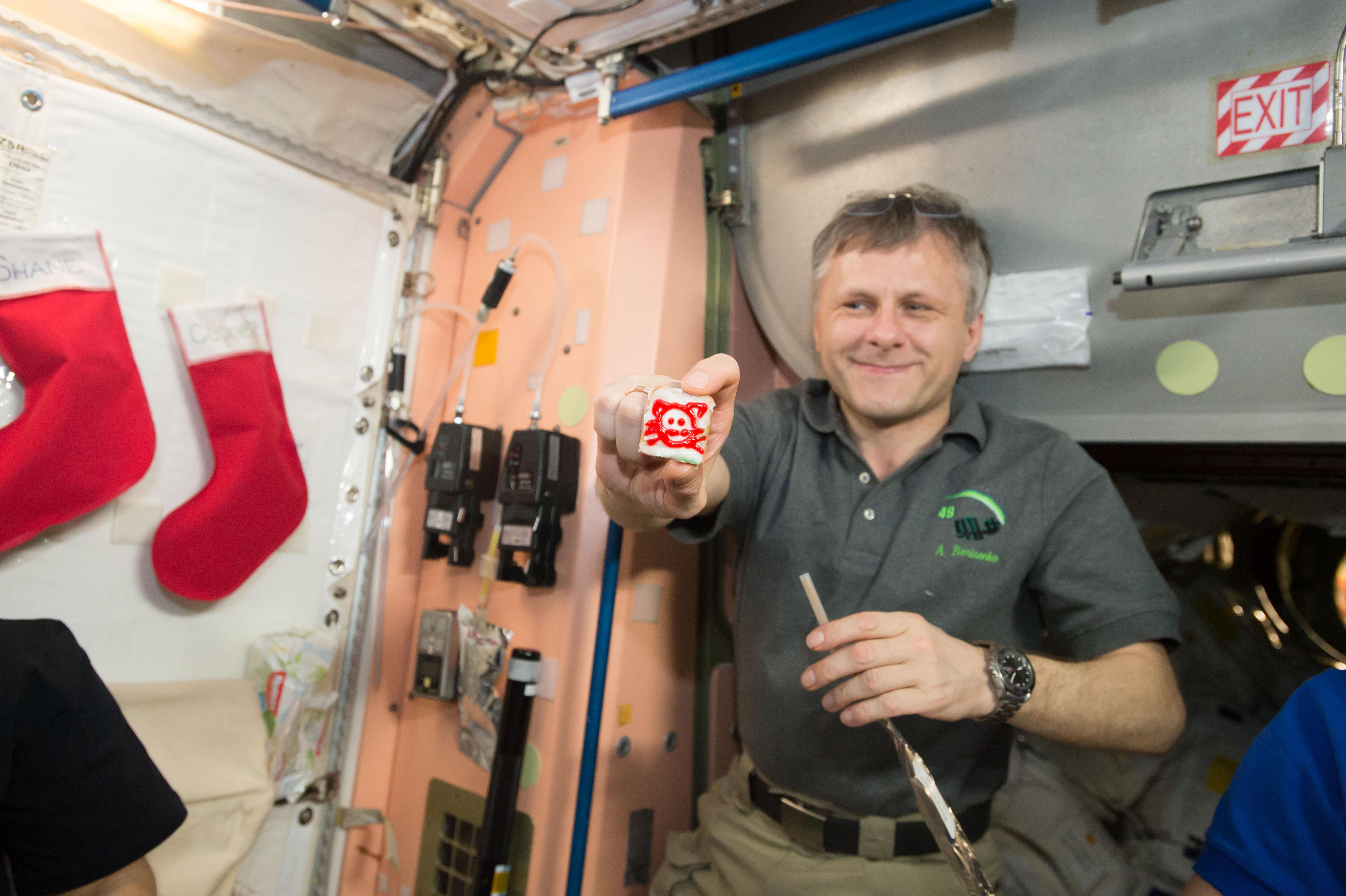
Borisenko alla vigilia di Natale 2016

Il 29 maggio 2003 è stato selezionato come candidato cosmonauta del Gruppo 15 di RKK Ėnergija, iniziando l'addestramento generale allo spazio il 16 giugno. Dopo due anni, il 27 giugno 2005, ha superato l'esame finale con il voto "eccellente" ed è stato nominato cosmonauta collaudatore dalla Commissione il 5 luglio. Tra il 2005 e il 2008 ha continuato con l'addestramento di gruppo per il programma ISS. A marzo 2010 è stato ingegnere di volo 1 di riserva della Sojuz TMA-18 insieme al comandante Aleksandr Samokutjaev e Scott Kelly. A seguito della decisione di Roscosmos di unificare i corpi cosmonauti russi, nel febbraio 2011 si è licenziato dal corpo cosmonauti di RKK Ėnergija ed è stato assunto nel corpo cosmonauti di Roscosmos. Il 16 gennaio 2013 è stato nominato capo del 2º gruppo di cosmonauti, che comprende i cosmonauti che non hanno esperienza di volo spaziale. Nel febbraio 2018 con il cosmonauta russo Nikolaj Čub e l'astronauta americana Christina Koch ha partecipato all'addestramento di sopravvivenza invernale mentre a luglio l'addestramento sull'acqua con Jessica Meir come membro dell'equipaggio di riserva della Sojuz MS-12, ma il 30 gennaio 2019, a seguito dell'incidente della Sojuz MS-10, è stato sostituito. Nel settembre 2019 ha partecipato insieme a Sergej Korsakov e Oleg Novickij all'addestramento di sopravvivenza in zona montuosa vicino al villaggio di Krasnaja Poljana. Il programma di addestramento comprendeva lezioni teoriche e pratiche, addestramento di arrampicata e scalare il Monte Ačišcho, superando zone dissestate e fiumi, e l'allestimento di un campo base nella regione dei laghi di Chmelevskie. Nel 2020 venne ufficiosamente assegnato all'equipaggio di una missione commerciale americana a bordo della Crew Dragon o della CST-100 Starliner una volta che queste saranno operative. Il 26 febbraio 2021 su raccomandazione della commissione medica si ritira dal Corpo Cosmonauti, andando a lavorare per una società spaziale russa.

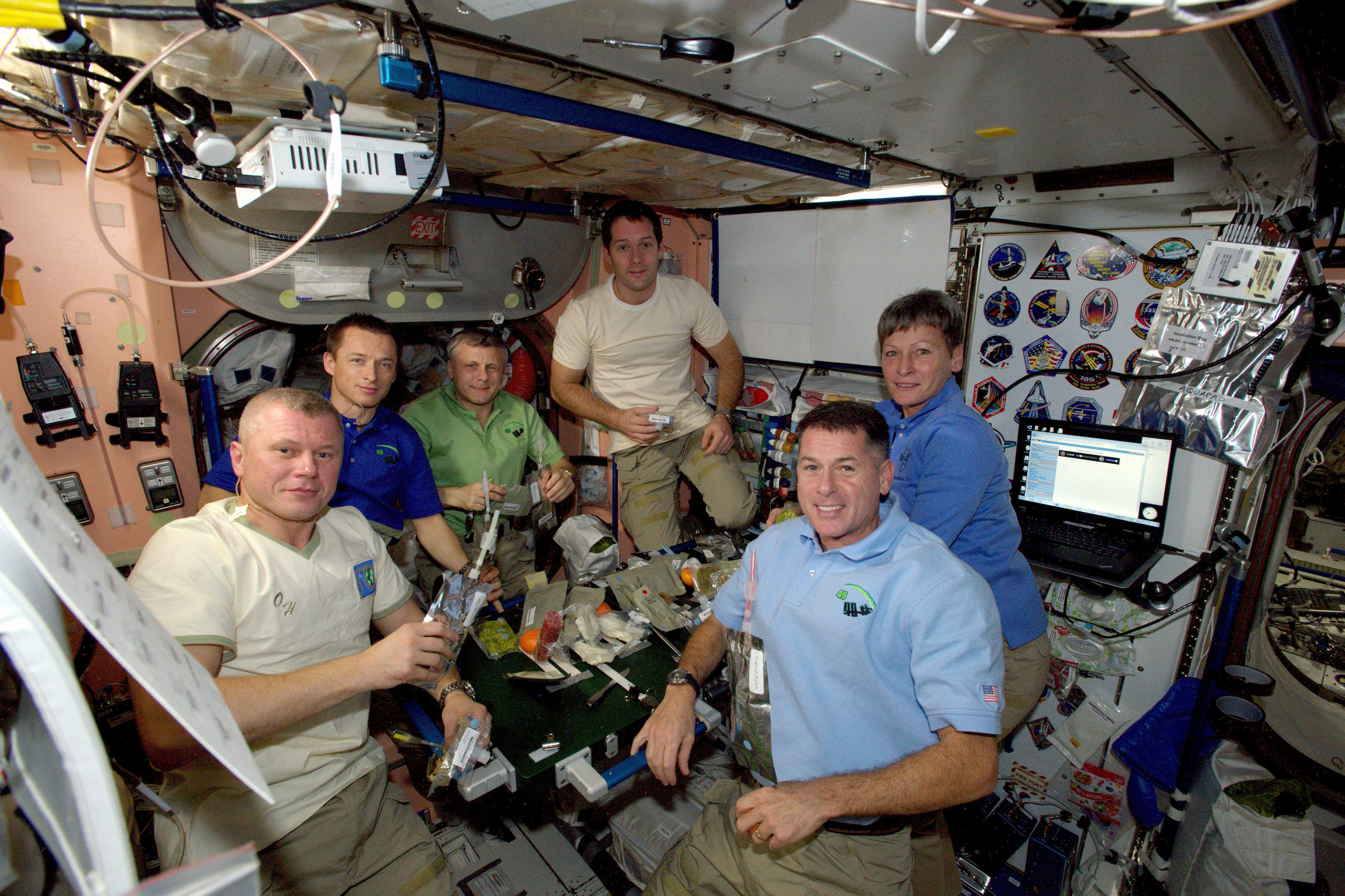
Borisenko (terzo da sinistra) il giorno del ringraziamento durante l'Exp 49/50

### Expedition 27/28
A settembre 2008 era stato assegnato all'equipaggio Expedition 26/27 ma l'anno seguente è stato spostato all'Expedition 27/28 con il comandante Aleksandr Samokutjaev e Scott Kelly.
L'11 marzo 2011, dopo aver superato brillantemente gli esami pre-volo del GCTC con Samokutjaev e Ron Garan, la Commissione Interdipartimantale l'ha assegnato ufficialmente all'equipaggio principale della Sojuz TMA-21. Il 4 aprile 2011 è partito per la sua prima missione spaziale dal Cosmodromo di Bajkonur per una missione di lunga durata a bordo della Sojuz TMA-21, attraccando due giorni dopo alla Stazione. Il mese successivo ha ricevuto il comando della Stazione dal connazionale Dmitrij Kondrat'ev per l'Expedition 27 che ha mantenuto fino al giorno precedente all'atterraggio. Durante la sua permanenza in orbita ha svolto ricerca scientifica e manutenzione del Segmento russo, e supervisionato l'arrivo e la partenza di tre veicoli cargo russi Progress e di un ATV. Inoltre era a bordo durante l'ultima missione Shuttle e durante la celebrazione del 50º anniversario del primo uomo nello spazio Jurij Gagarin. Il 16 settembre 2011, dopo 164 giorni di missione, è atterrato nel Kazakistan, a 149 chilometri dalla città di Zhezkazgan. 

### Expedition 49/50
Il 16 dicembre 2014 è stato assegnato all'equipaggio delle Expedition 49/50. A gennaio e a luglio 2015 ha svolto rispettivamente l'addestramento di sopravvivenza invernale e quello sull'acqua con Sergej Ryžikov e Robert Kimbrough. Il 19 ottobre 2016 è partito per la sua seconda missione di lunga durata a bordo della Sojuz MS-02 con il comandante Ryžikov e l'ingegnere di volo 2 Kimbrough. Usando il profilo di volo lungo, la navicella si è attracca alla Stazione due giorni dopo. Dopo 173 giorni di missione, durante i quali ha svolto attività scientifica e manutenzione dell'avamposto orbitale, il 10 aprile 2017, è tornato sulla Terra.